# Хапоэль (футбольный клуб, Рамат-Ган)
«Хапоэль» (ивр. מועדון כדורגל הפועל רמת גן גבעתיים‎) — израильский футбольный клуб из города Рамат-Ган. Основан в 1927 году. Домашние матчи в сезоне 2012/13 проводила на стадионе Рамат-Ган, вместимостью 13 370 мест.
Впервые участвовал в чемпионате Израиля в высшем дивизионе в 1950 году. Первый сезон в высшей лиге завершил на десятом месте из 13 команд-участниц. В 1964 году команда под руководством Давида Швайцера выиграла чемпионат Израиля. В 2000 году команда выиграла Кубок Тото в Лиге арцит, третьем дивизионе чемпионата Израиля. В 2003 году команда, выступавшая в Национальной лиге (ивр. ליגה לאומית‎ — Лига леумит, второй дивизион чемпионата страны), сенсационно выиграла Кубок Израиля, победив по пути три команды Премьер-лиги, в том числе «Маккаби» (Тель-Авив). В первом круге Кубка УЕФА сезона 2003/04 «Хапоэль» уступил болгарскому клубу «Левски» с общим счётом 5:0.
В 2005 году команде из-за финансовых проблем грозило расформирование, и в итоге с неё были сняты девять очков перед началом очередного сезона в Лиге арцит. Тем не менее Хапоэль не только не вылетел в нижний эшелон, но и сумел второй раз в своей истории выиграть Кубок Тото третьего дивизиона. На следующий год команда в третий раз выигрывает Кубок Тото в Лиге арцит, доходит до полуфинала Кубка Израиля, победив по пути действующих чемпионов, «Маккаби» (Хайфа), а также становится чемпионом лиги и переходит в Национальную лигу.
В 2009 году команда возвратилась в высший дивизион чемпионата Израиля после двадцатилетнего отсутствия. Затем в 2011 году вновь выбыла из высшего дивизиона, а в 2012 снова вернулась.
В конце сезона 2012/13 команда вновь выбыла из высшего дивизиона, и в сезоне 2013/14 будет выступать в Национальной лиге. Однако в том же сезоне команда во второй раз в своей истории выиграла Кубок Израиля. Таким образом, она будет выступать в Лиге Европы 2013/14, не являясь при этом командой высшей лиги.

## Достижения
- Чемпион Израиля
  - 1963/64
- Кубок Израиля
  - Победитель 2003, 2013
- Лига Арцит
  - Чемпион 2006/07
- Кубок Тото
  - Победитель Арцит 1999/00, 2005/06, 2006/07